# Tartinijev spomenik
Tartinijev spomenik je postavljen na Tartinijevem trgu v Piranu, na mestu nekdanjega mandrača, pred Mestno hišo.

## Zgodovina
Ob 200-letnici rojstva violinista in skladatelja Tartinija so mu leta 1892 meščani Pirana želeli postaviti spomenik, vendar so se dela nekoliko zavlekla, tako da so šele leta 1896 postavili na visok podstavek bronasti kip Tartinija v nadnaravni velikosti. Soha je delo beneškega kiparja Antonia dal Zotta, kamnoseško bogato obdelani kamniti podstavek pa je izdelal mojster Tamburlini.

## Umestitev v prostor
Z domišljeno postavitvijo nedaleč od Tartinijeve rojstne hiše spomenik obvladuje trg in ga prostorsko povezuje s kompleksom župnijske cerkve svetega Jurija, ki dominira nad mestom. 

## Prenove
Sploh v novejšem času so s spomenika nekajkrat ukradli lok, ki ga Tartini drži v roki. Leta 2016 so kip s podstavkom in ograjo restavrirali. 
Med konzervatorskimi posegi so pri 3D-skeniranju na robu violine odkrili do tedaj neznano čustveno posvetilo kiparja svoji preminuli ženi, ki je do svoje smrti leta 1893 z nasveti dejavno sodelovala pri izdelavi skulpture.